# Kradibia midotis
Kradibia midotis  (лат.) — вид хальциноидных наездников рода Kradibia из семейства Agaonidae. Опылители фикусов.

## Распространение
Остров Калимантан: Sabah (Малайзия).

## Описание
Опылители и фитофаги растений рода фикус (Ficus, семейство Тутовые) следующих видов: Ficus midotis (Moraceae). От близких видов отличается субквадратной формой головы с выступающими сложными глазами, тремя дорзо-апикальными шипиками на передних голенях и 7-8 вентральными ламеллами на придатках мандибул; длина глаз и щёк примерно одинаковая. Длина тела около 1 мм. Лапки 5-члениковые, усики 10-члениковые. Вид был впервые описан в 1969 году в составе рода Liporrhopalum под первоначальным названием Liporrhopalum midotis Hill, 1969, а после родовой синонимизации получил современное именование.